# STL (파일 포맷)
STL은 3D 시스템즈가 개발한 스테레오리소그래피 CAD 소프트웨어의 파일 포맷이다. STL이라는 이름은 스테레오리소그래피에서 온 것으로 배크로님이 있다.
표면을 삼각형화시켜서 저장한다.

## 역사
STL은 1987년 3D 시스템즈를 위해 앨버트 컨설팅 그룹이 발명한 것이다. 이 포맷은 3D 시스템즈 최초의 상업용 3D 프린터용으로 개발되었다. 초기 릴리스 이후 이 포맷은 22년 간 상대적으로 변경사항이 거의 없는 상태로 유지되었다. 2009년, 이 포맷의 업데이트판인 STL 2.0이 제안되었다.